# Allium tokaliense
Allium tokaliense — вид трав'янистих рослин родини амарилісові (Amaryllidaceae), ендемік Узбекистану.

## Поширення
Ендемік Узбекистану.